# Lilla Rotevattnet
Lilla Rotevattnet är en sjö i Tanums kommun i Bohuslän och ingår i Örekilsälvens huvudavrinningsområde. Sjön är 2,4 meter djup, har en yta på 0,021 kvadratkilometer och är belägen 150 meter över havet.